# 倒卵叶风毛菊
倒卵叶风毛菊（学名：Saussurea salemannii）为菊科风毛菊属下的一个种。

## 扩展阅读
- 維基物種上的相關：倒卵叶风毛菊